# Hajasa
Hajasa (hettita KURḫa-ya-ša, azaz Hayasa, örményül Հայասա) királysága az Arax felső folyása és az Eufrátesz forrásvidékének környékén, a mai Törökország és Északnyugat-Örményország területén a Transzkaukáziában volt. Fontos szerepet játszott a kaukázusi népek ókori életében, így például Armenia Magna lérejöttében. A területet sokszor Hajasa-Azzi néven említik. Egyes kutatók szerint Hajasa és Azzi mindig is azonos volt, mások szerint Azzi (amelyet az asszír és urartui források Alzi néven említenek) Hajasa déli szomszédja volt és csak az i. e. 14. század egy részében alkottak közös fennhatóság alatt álló országot.

## Története
Hajasa első említései az i. e. 16. század második feléből származnak, amikor a később Mitanni néven emlegetett Hanigalbat népeinek hegyvidéki hegemóniája megszűnt. Mitanninak a Van-tó és az Észak-anatóliai-hegység környéki terjeszkedésével került a felső Arax-völgy az írott történelembe. Korábban ez a vidék a Trialet-Kirovakán kultúra nyugati peremvidéke volt. Mitanni visszahúzódása után említik először a hettita források Kizzuvatna, Isuva, Suhmu, Azzi (vagy Alzi) és Hajasa országokat.
Az i. e. 15. század a hettitákkal hadakozással telt el. Az i. e. 14. században II. Tudhalijasz megalapította a hajasai határ közelében Szamuha városát. A hajasai uralkodók közül először Marija vett el hettita hercegnőt, de halállal bűnhődött a házassági szerződése megszegéséért. Hukkana is beházasodott a királyi házba, és ezzel I. Szuppiluliumasz sógora lett. A Hettita Birodalom végül el is foglalta a Van-tóig terjedő területet. I. Szuppiluliumasz befolyási övezete egészen Uisi városáig terjedt keleten, míg I. Arnuvandasz korára a Van-tó környéke és az Arax felső folyása teljes mértékben hettita kézben volt. A 14. század második felében egyesült Azzi (vagy az asszír és urartui forrásokban Alzi) királysággal, a déli szomszéddal, ekkor rövid ideig Hajasa-Azzi volt a neve. Ez Annija azzi király idejében volt. II. Murszilisz évkönyvének 11. évében már újra Hajasa említése szerepel.
Az i. e. 13. századra Hatti meggyengült és Hajasa újra megjelenik a forrásokban. A Van-tó környékén kialakultak az urartui fejedelemségek, ami Hajasát mentesítette a hagyományos ellenfél, Azzi nyomása alól. Azzi rövidesen el is tűnik a forrásokból. Ekkor viszont északi (Diauehi) és az új déli (Tuaraszi) szomszédja fenyegette. I. e. 800 körül Urartu fennhatósága alá került.
A déli Transzkaukázia vegyes eredetű lakossága az urartui–asszír, majd méd–perzsa konfrontációk idején nagyjából egynyelvű és kultúrájú néppé kovácsolódott össze, és magukat ḫay néven nevezték. Ḫay népe vélhetően a Hajasáról kapta a nevét – vagy fordítva. Hajasa az i. e. 8. században függetlenné vált Urartutól (i. e. 713 körül), majd az i. e. 7. században Arme elfoglalásával katonailag is jelentős középhatalommá vált, és függetlenségét általában meg tudta őrizni a második fellendülését élő Urartuval szemben. Arme királyságában éltek az arme-törzsek. I. Dareiosz behisztuni feliratain már Arminia névvel szerepel a térség, ebből lett az Armenia. A ḫay terjeszkedés olvasztotta egy néppé az urtartui törzseket, mégis ettől kezdve Arme nevéből perzsa közvetítéssel örményként ismerjük őket. Ugyanakkor Örményország mai neve a saját nyelvükön Hajasztán. Az etnogenezisben szerepet játszhatott a moszkhoszok népe is, akik a Földközi-tengeren tapasztalt tengeri népek vándorlásával és az arameusok megjelenésével párhuzamosan tűntek fel a Kaukázusban.
Hajasa a méd hódítással szűnt meg végleg. Népei Armenia Magna létrejöttével alkottak újra független államot. Hajasa emléke még a görög korban is élt.

## Ismert uralkodói
Egymást követően az i. e. 14 században, Karannisztól Annijáig nagyjából i. e. 1390-től i. e. 1335-ig.
- Hajk (valószínűleg kitalált személy, névadó hérosz)
- Karanni
- Lanna
- Marija
- Hukkana
- Annija